# 豊田悠
豊田 悠（とよた ゆう、2月10日 - ）は日本の漫画家。女性。

## 経歴
2010年、「第35回アテナ新人大賞」でデビュー優秀者賞を獲得した『野ばらの花嫁』でデビュー。以来複数誌で少女漫画や青年漫画、Twitterで話題となって連載化した『30歳まで童貞だと魔法使いになれるらしい』のようなボーイズラブ作品などを執筆している。
『パパと親父のウチご飯』は2016年にボイスドラマ化され、『30歳まで童貞だと魔法使いになれるらしい』は2019年にボイスドラマ化、2020年に実写ドラマ化されている。

## 作品リスト

### 書籍
- 野ばらの花嫁『花とゆめCOMICS』（全2巻、2010年刊）
- キスに恋属『COMIC ポラリス』（既刊1巻、2013年刊）
- ホテル・ラヴィアンローズ『KCx(ARIA)』（既刊1巻、2013年刊）
- 神様は生きるのがつらい『シルフコミックス』（全3巻、2014年 - 2015年刊）
- パパと親父のウチご飯『月刊コミック@バンチ』→『月刊コミックバンチ』（全13巻、2014年 - 2020年）
  - パパと親父のウチ呑み『ゴーゴーバンチ』（全3巻、2017年 - 2021年）
- 30歳まで童貞だと魔法使いになれるらしい『ガンガンpixiv』（既刊15巻、2018年 -）[8]
- 奈落の星『pixivコミック』（既刊2巻、2024年 -）

### 小説挿絵
- あやかし万来、おむすび処はじめました。 押しかけ仮旦那と恋患いの狐『富士見L文庫』（2019年9月14日発売）